# Siemens ULF
Siemens ULF (Ultra Low Floor) — зчленований багатосекційний низькопідлоговий трамвай виробництва компанії Siemens AG. 
Окремі частини та елементи (перетворювач ETRIS S1000 та мікропроцесорна система управління перетворювачами ELTAS) поставляються компанією «Elin EBG Traction GmbH», що з 2006 року є дочірньою компанією Siemens AG.
На січень 2006 є найнижчим підлоговим трамваєм у світі (197 мм). 
Така висота підлоги робить вхід у вагон для пасажирів, особливо в інвалідних візках, простим, оскільки він знаходиться практично на рівні тротуару. 
Крім того, підлога практично на всьому довжині салону рівна, що полегшує компонування салону, на відміну від більшості інших низькопідлогових трамваїв, у салоні яких є виступаючі кожухи візків .
Усього було закуплено 332 одиниці для трамвайного господарства Відня. 
Крім того, ще 10 для румунського міста Орадя 
. 
В 2013 році планувалося відмовитися від закупівлі нових трамваїв типу ULF на користь вагонів більш традиційного компонування, проте закупівлі «ULF» тривали до 2017 року включно.
Дизайн вагона розроблений компанією «Porsche Design Group». 
Існує дві модифікації: «ULF 197-4» та «ULF 197-6».

## Конструкція
Головна особливість цього трамвая — безвізкова ходова частина. 
Кожне колесо цього трамваю має індивідуальну підвіску, тяговий двигун та редуктор. 
По парі коліс розташовується у передній і задній секції, решта — у вузлах зчленування. 
Двигун розташовується вертикально над колесом, рухаючи його через конічний редуктор. 
Все електроустаткування розташоване на даху. 
Так як колеса у цьому трамваї встановлені по одному, а не парами як у візках, поворот передніх і задніх осей при проїзді кривих здійснюється за допомогою спеціальної електронної системи.

## Проблеми та недоліки
ULF — один із перших трамваїв із низьким рівнем підлоги по всій довжині, розробка якого почалася ще на початку 1990-х, але перший робочий прототип був випущений у 1995 році, а серійне виробництво розпочалося лише з 1997-го. 
Окрім «дитячих хвороб», характерних для перших серій цих трамваїв, та усунених надалі (невдала конструкція маршрутовказівників, неефективна кліматична установка, вікна, що протікають), пасажири скаржаться на гучні двигуни та скрипучі вузли зчленування.
2009-го року у задній секції одного з трамваїв сталася пожежа. 
Ніхто не постраждав, проте Міністерство транспорту розкритикувало цей трамвай через відсутність достатньої кількості запасних виходів. 
В 2013 році у Відні було оголошено тендер на оновлення парку трамваїв. 
Відмова від подальшого поповнення парку трамваями типу ULF на користь вагонів більш традиційного компонування було пояснено складністю технічного обслуговування трамваїв цього типу, через що до чверті всього парку регулярно простоювало в очікуванні ремонту 
. 
З 2018 року закупівлі трамваїв ULF припинені, подальше оновлення парку здійснюється вагонами Bombardier Flexity Wien.